# Бингер, Мориц
Мориц Бингер (нидерл. Maurits Binger; (5 апреля 1868, Харлем Северная Голландия — 9 апреля 1923, Висбаден Германия) — голландский фотограф, кинорежиссёр, кинопродюсер и сценарист периода немого кино,
Совершенствуясь как типограф и фотограф, Мориц Бингер начал изучать появляющийся тогда, феномен кинематографа. В 1912 году основал Голландскаую Кинофабрику (Filmfabriek Hollandia). Сочетание энергии, энтузиазма и делового чутья сделало Бингера первопроходцем голландской кинематографии. Считается наряду с Луисом Хриспейном и Тео Френкелем-старшим одним  из зачинателей нидерландского кинематографа. Его киностудия выпускала на мировой рынок до десяти фильмов ежегодно.
Между 1913 и 1922 годом снял 39 фильмов.

## Фильмография
- De levende ladder (1913)
- Zijn viool (1914)
- Liefdesstrijd (1915)
- De vrouw Clasina (1915)
- Het geheim van het slot arco (1915)
- De vloek van het testament (1915)
- La renzoni (1916)
- Majoor Frans (1916)
- Liefdesoffer (1916)
- Vogelvrij (1916)
- Het geheim van den vuurtoren (1916)

- Ulbo Garvema (1917)
- Gouden ketenen (1917)
- Madame Pinkette & Co (1917)
- Het geheim van Delft (1917)
- Amerikaansche meisjes (1918)
- Oorlog en vrede — 1918 (1918)
- Op hoop van zegen (1918)
- Oorlog en vrede — 1916 (1918)
- Oorlog en vrede — 1914 (1918)
- Toen 't licht verdween (1918)
- De kroon der schande (1918)
- Zonnetje (1919)
- De damescoupeur (1919)
- Een Carmen van het Noorden (1919)
- Het goudvischje (1919)
- John Heriot’s Wife (1920)
- As God Made Her (1920)
- Fate’s Plaything (1920)
- Het verborgen leven (1920)
- Schakels (1920)
- Rechten der jeugd (1921)
- De Zwarte Tulp (1921)
- Zuster Brown (1921)

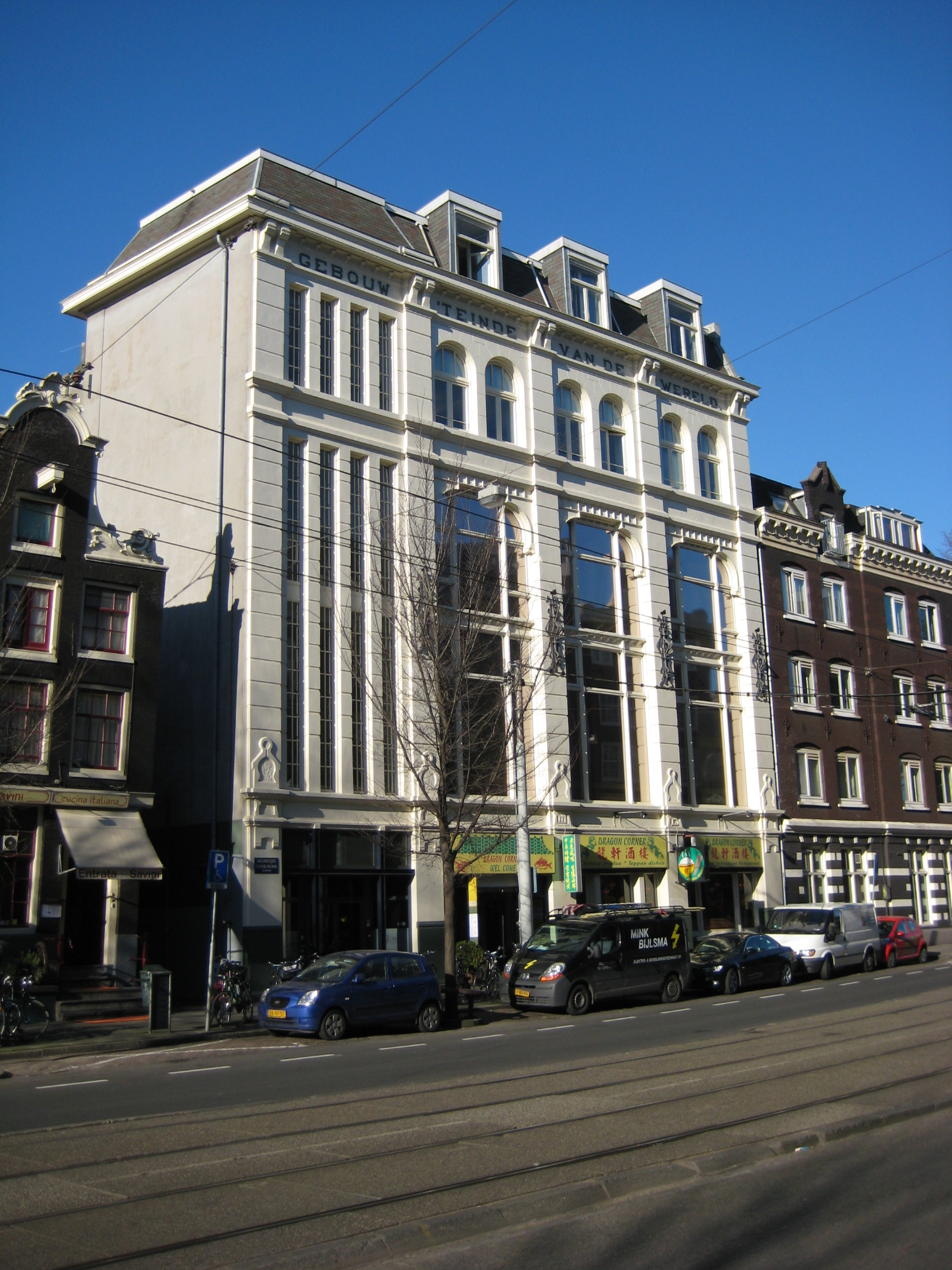
Институт кино им. Морица Бингера

- Onder spiritistischen dwang (1921)
- De heldendaad van Peter Wells (1921)
- De leugen van Pierrot (1922)
- Mottige Janus (1922)
- The Bluejackets|De jantjes (1922)

## Память
Имя Морица Бингера присвоено институту кино в Амстердаме, готовящему профессиональные кадры для киноиндустрии.